# لزان
اللزان أو جنبة المكانس أو لزان أبيض أو وزال (باللاتينية: Cytisus) جنس نباتي يتبع الفصيلة البقولية ويحوي عشرات الأنواع موطن بعضها الوطن العربي وحوض البحر الأبيض المتوسط.

## من أنواع اللزان الأصيلة في الوطن العربي
- اللزان الأندلسي (باللاتينية: Cytisus baeticus) في المغرب العربي وإسبانيا
- اللزان الرميميمي (باللاتينية: Cytisus fontanesii) في المغرب العربي وإسبانيا
- اللزان الزغبي (باللاتينية: Cytisus villosus) في المغرب العربي وشمال حوض المتوسط
- اللزان الشجيري (باللاتينية: Cytisus arboreus) في المغرب العربي وأيبيريا
- اللزان الشجيري نويع القتلوني (باللاتينية: Cytisus arboreus subsp. catalaunicus (Webb) Maire) في المغرب العربي وأيبيريا
- اللزان الشجيري نويع المالقي (باللاتينية: Cytisus arboreus subsp. malacitanus (Boiss.) Malag.) في المغرب العربي وأيبيريا
- اللزان ضخم الأسدية (باللاتينية: Cytisus megalanthus) في المغرب العربي
- اللزان الكاسيوسي (باللاتينية: Cytisus cassius) في بلاد الشام وتركيا
- اللزان كبير الأزهار (باللاتينية: Cytisus grandiflorus) في المغرب العربي وأيبيريا
- اللزان المبيض (باللاتينية: Cytisus albidus) في المغرب العربي
- اللزان المحزز (باللاتينية: Cytisus striatus) في المغرب العربي وأيبيريا
- اللزان المغربي (باللاتينية: Cytisus maurus) في المغرب العربي
- اللزان منجلي الفصوص (باللاتينية: Cytisus drepanolobus) في بلاد الشام وتركيا
- اللزان الوسادي (باللاتينية: Cytisus pulvinatus) في المغرب العربي
- اللزان الزغبي (باللاتينية: Cytisus villosus) في المغرب العربي

## من أنواع اللزان غير الموجودة في الوطن العربي
- اللزان المكنسي (باللاتينية: Cytisus scoparius) في معظم أنحاء أوروبا